# Nadleśnictwo Wejherowo
Nadleśnictwo Wejherowo – jednostka organizacyjna Lasów Państwowych podległa Regionalnej Dyrekcji Lasów Państwowych w Gdańsku. Siedziba Nadleśnictwa znajduje się w Wejherowie, w województwie pomorskim. Podlegają mu 3 obręby i 13 leśnictw. 

## Historia

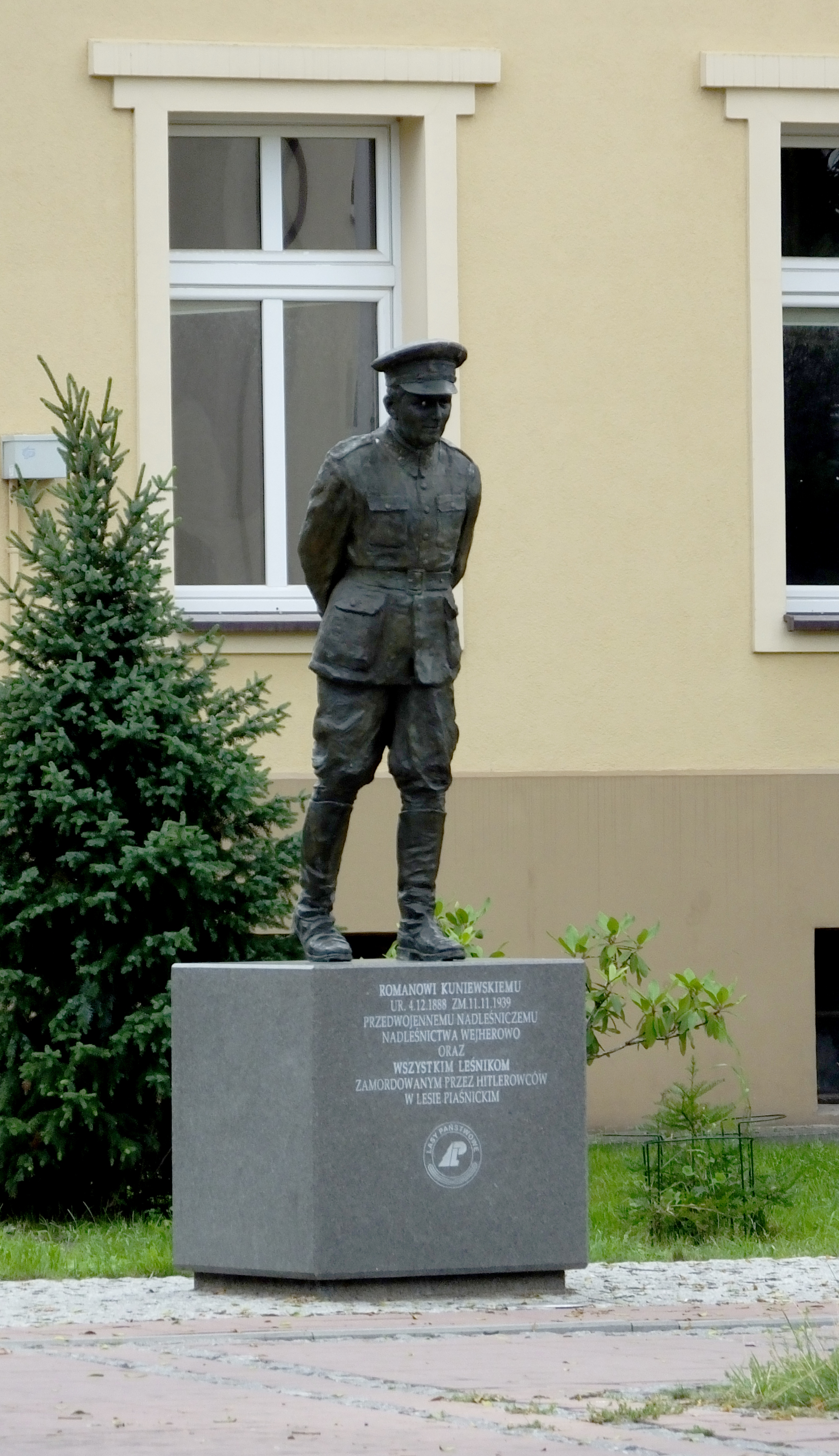
Pomnik Romana Kuniewskiego i leśniczych zamordowanych w Piaśnicy przed siedzibą Nadleśnictwa w Wejherowie

Nadleśnictwo w Wejherowie zostało utworzone w 1885 jako Królewskie Nadleśnictwo Wejherowo, Jego pierwszym nadleśniczym został Jance. Po odzyskaniu niepodległości przez Polskę w 1920 w jego miejsce powołano polskie Nadleśnictwo Państwowe, podległe Dyrekcji Lasów Państwowych w Toruniu. W 1928 pierwszym polskim nadleśniczym został Roman Kuniewski (1888–1939), zamordowany w Piaśnicy po wybuchu II wojny światowej. Po zakończeniu wojny, dekretem PKWN z 1945 ponownie utworzono Nadleśnictwo Wejherowo (obejmujące obszar dzisiejszego obrębu Wejherowo). W 1973, w ramach reorganizacji Lasów Państwowych, połączono nadleśnictwa: Darżlubie, Kolkowo i Wejherowo w jeden twór z siedzibą w Wejherowie. Od 1996 wraz z nadleśnictwem Gdańsk wchodzi w skład leśnego kompleksu promocyjnego Lasy Oliwsko-Darżlubskie.

## Ochrona przyrody

### Parki krajobrazowe
Na terenie Nadleśnictwa znajduje się Nadmorski Park Krajobrazowy, chroniący obszary znajdujące się w pasie nadmorskim.

### Rezerwaty przyrody
W granicach nadleśnictwa znajduje się jedenaście rezerwatów przyrody, z czego siedem na terenach zarządzanych przez Nadleśnictwo:
- Bielawa
- Darzlubskie Buki
- Helskie Wydmy
- Piaśnickie Łąki
- Widowo
- Zielone
- Źródliska Czarnej Wody

### Obszary Natura 2000
Na terenie Nadleśnictwa znajdują się obszary Natura 2000: Bielawskie Błota, Puszcza Darżlubska (ochrona ptaków), Orle Piaśnickie Łąki, Trzy Młyny, Zatoka Pucka i Półwysep Helski, Widowo, Bielawa i Bory bażynowe oraz Opalińskie buczyny (ochrona siedlisk).

### Pomniki przyrody
Na terenie Nadleśnictwa znajduje się 56 pomników przyrody (35 drzewa, 2 grupy drzew, 10 pnączy, 3 grupy pnączy oraz 6 głazów narzutowych).

## Drzewostany
Typy siedliskowe lasów nadleśnictwa (z ich udziałem procentowym):
- lasowe 61,9%
- borowe 34,9%
- pozostałe 3,2%